# Carl Gundrum
Carl Conrad Gundrum (auch Karl) (* 17. März 1845 in Alsfeld; † 18. Februar 1941 ebenda) war ein hessischer Gastwirt und Politiker (Freisinn) und Abgeordneter der Zweiten Kammer der Landstände des Großherzogtums Hessen.
Carl Gundrum war der Sohn des Gastwirts Johann Gundrum und dessen Ehefrau Elisabeth, geborene Voneif. Gundrum, der evangelischen Glaubens war, war Gastwirt im väterlichen Gasthof „Zur Krone“ und Weinhändler in Alsfeld und heiratete Louise geborene Koch.
Von 1890 bis 1902 gehörte er der Zweiten Kammer der Landstände an. Er wurde für den Wahlbezirk Stadt Alsfeld gewählt.